# Helgøy (île)
Helgøy est une  petite île habitée de la commune de Stavanger, dans le comté de Rogaland en Norvège, dans la mer du nord.

## Description
L'île de 5,2 km2 appartient à l'archipel de Sjernarøyane dans le Boknafjord. Elle se situe à l'est de l'île de Nord-Talgje dont elle est relie par un pont. À l'ouest se trouve l'île de Nord-Hidle.